# Ramban (Distrikt)
Der Distrikt Ramban (Urdu ضلع رام بن) ist ein Distrikt im indischen Unionsterritorium Jammu und Kashmir.
Der Distrikt entstand am 1. April 2007 als Abspaltung des damaligen Distrikts Udhampur. Sitz der Distriktverwaltung ist die gleichnamige Stadt Ramban.
Der Distrikt grenzt an folgende Nachbardistrikte: Reasi, Udhampur, Doda, Anantnag und Kulgam.
Der Distrikt Ramban erstreckt sich über den Pir Panjal. Der Fluss Chanab verläuft durch den südlichen Teil des Distrikts.
Der Distrikt hat eine Fläche von 1527,65 km² und 283.713 Einwohner (Zensus 2011). 2001 lag die Einwohnerzahl noch bei 214.944.
Die Bevölkerungsdichte liegt bei 186 Einwohnern pro Quadratkilometer.
Der Distrikt ist in zwei Tehsils gegliedert: Banihal und Ramban.